# ريدافورليموس
ريدافورليموس(المعروف أيضًا باسم AP23573 و MK-8669 ؛ المعروف سابقًا باسم ديفورليموس ) هو مثبط استقصائي وجزيء صغير لبروتين mTOR، وهو بروتين يعمل كمنظم مركزي لتوليف البروتين وتكاثر الخلايا وتقدم دورة الخلية وبقاء الخلية على قيد الحياة ودمج إشارات من البروتينات مثل PI3K، AKT و PTEN المعروف أنها مهمة للخباثة، يؤدي حظر mTOR إلى إحداث تأثير يشبه المجاعة في الخلايا السرطانية عن طريق التدخل في نمو الخلايا والانقسام والتمثيل الغذائي وعملية التولد الوعائي.
كان لها نتائج واعدة في تجربة سريرية للأنسجة الرخوة المتقدمة وساركوما العظام.

## روابط خارجية
- نسخة محفوظة 10 مايو 2020 على موقع واي باك مشين. ARIAD نسخة محفوظة 10 مايو 2020 على موقع واي باك مشين. للادوية